# گائل ژیوه
گائل ژیوه (فرانسوی: Gaël Givet‎؛ زادهٔ ۹ اکتبر ۱۹۸۱) یک بازیکن فوتبال سابق اهل فرانسه است که به عنوان مدافع میانی چپ‌پا و دفاع چپ بازی می‌کرد. گیوه در سال 2004 با موناکو نایب قهرمان لیگ قهرمانان اروپا شد و بخشی از تیم ملی فرانسه بود که به فینال جام جهانی 2006 رسید .